# La Belle et le Vagabond
Pour plus de détails, voir Fiche technique et Distribution.
La Belle et le Vagabond (Szép lányok, ne sírjatok!) est un film hongrois réalisé par Márta Mészáros, sorti en 1970.

## Synopsis
Savanyú et ses amis, une fois libérés de leur travail à l'usine, se retrouvent pour s'amuser, draguer les filles et assister à des concerts. Juli, la petite-amie de Savanyú, rencontre Géza, un beau musicien lors d'un concert et décide de le suivre dans sa tournée à travers la campagne. Savanyú, jaloux, et son groupe de copains solidaires, décident de les suivre et entrent en conflit avec Géza.

## Fiche technique
- Titre : La Belle et le Vagabond
- Titre original : Szép lányok, ne sírjatok!
- Réalisation : Márta Mészáros
- Scénario : Károly Bari, Péter Zimre
- Musique : János Baksa Soós, Károly Frenreisz, Miklós Orszáczky, Zorán Sztevanovity, Levente Szörényi, László Tolcsvay
- Photographie : János Kende
- Montage : Zoltán Farkas
- Pays de production : Hongrie
- Format : noir et blanc - Mono- 35 mm
- Durée : 84 minutes
- Date de sortie : 
  - Hongrie : 3 décembre 1970

## Distribution
- Jarka Schallerova (doublage : Kati Sir) : Juli
- Márk Zala : Savanyú, dit Cornichon
- Lajos Balázsovits	: Géza, le musicien
- Péter Blaskó : Zsiráf, le frère de Juli
- Balázs Kosztolányi : l'ami de Savanyú
- Balázs Tardy
- József Kovács
- Ildikó Piros
- Ila Schütz
- Erzsi Cserhalmi
- Kati Takács
- Gyöngyvér Szász B.
- István Bujtor
- Erzsi Hegedüs
- Miklós Zoltai
- István Dvorák
- Lajos Vass
- Sarolta Zalatnay